# Gas Company Tower
Gas Company Tower es un rascacielos de oficinas de clase A situado en downtown Los Angeles, California, Estados Unidos. Situado en el lado norte de Fifth Street entre Olive Street y Grand Avenue, enfrente del Biltmore Hotel, el edificio sirve como sede de Southern California Gas Company, que dejó libres sus anteriores oficinas en las calles Eighth y Flower en 1991, y alberga las oficinas de Los Ángeles de Arent Fox, Morrison & Foerster, y Sidley Austin.